# 広島中郵便局
広島中郵便局（ひろしまなかゆうびんきょく）は、広島県広島市中区にある郵便局である。民営化前の分類では無集配普通郵便局であった。
メルパルク広島（旧・広島郵便貯金会館）に併設されている。民営化前より、無集配局ながら私書箱が設置されており、かつては中央郵便局（および併設の直営店）以外では中国地方で唯一、貯金・保険窓口の営業時間延長（9時から18時まで）を行っていた。

## 概要
住所：〒730-0011 広島県広島市中区基町6-36（メルパルク広島1階）

### 併設施設
- ゆうちょ銀行広島支店：取扱店番号515030 - 中国地方（広島県、鳥取県、島根県、岡山県、山口県）にある直営店を受け持つ統括店である。

## 沿革
- 1961年（昭和36年）3月6日 - 広島西郵便局の移転に伴い、その跡地（広島市基町）に無集配普通郵便局として設置[1]。
- 1991年（平成3年） - 局舎改築。広島郵便貯金会館（現・メルパルク広島）との併設となる。
- 1994年（平成6年）7月1日 - 外国通貨の両替および旅行小切手の売買に関する業務取扱を開始。
- 2007年（平成19年）10月1日 - 民営化に伴い、併設されたゆうちょ銀行広島支店に一部業務を移管。
- 2012年（平成24年）10月1日 - 日本郵便株式会社発足。

## 取扱内容

### 広島中郵便局
- 郵便、印紙、ゆうパック、内容証明
- 生命保険、バイク自賠責保険

### ゆうちょ銀行広島支店
- 貯金、貸付、為替、振替、振込、国際送金、国債、投資信託、確定拠出年金、変額年金保険
- ATM

## 周辺
- 広島県庁舎
- 原爆ドーム
- 広島平和記念公園
- そごう広島店
- 広島市民球場
- 紙屋町シャレオ

## アクセス
- 広島電鉄本線（2・3・6・7号線） 紙屋町西電停から徒歩約3分
- 広島電鉄本線（1号線） 紙屋町東電停から徒歩約5分
- アストラムライン 県庁前駅から徒歩約5分
- 広島バスセンターに隣接
- 駐車場なし